# Jaguar E-Type
O Jaguar E-Type (Reino Unido) ou XK-E (EUA) é um automóvel fabricado pela Jaguar britânica entre 1961 e 1974. Sua combinação de boa aparência, alto desempenho e preços competitivos estabeleceu a marca como um ícone do automobilismo durante a década de 1960. Um grande sucesso para a Jaguar, mais de 70.000 E-Types foram vendidos durante sua vida útil.
Tido como um dos grandes símbolos dos anos sessenta, o E-Type já foi o veículo preferido de grandes personalidades como George Best, Brigitte Bardot, Tony Curtis, Steve McQueen e Jorge Costa.
Em março de 2008, o Jaguar E-Type classificado em primeiro lugar no Daily Telegraph lista das "100 mais belos carros de todos os tempos".  Em 2004, a revista Sports Car International colocou o E-Type no número um em sua lista de Top Carros esportivos dos anos 1960.
Em Março de 2011 o Jaguar E-Type celebrou 50 anos de existência.